# Gare de Salelles-du-Bosc
Gare de Salelles-du-Bosc vasútállomás Franciaországban, Le Bosc településen.

## Vasútvonalak
Az állomást az alábbi vasútvonalak érintik:

## Kapcsolódó állomások
A vasútállomáshoz az alábbi állomások vannak a legközelebb: